# Estherwood
Estherwood è un villaggio degli Stati Uniti d'America, situato nello stato della Louisiana, in particolare nella parrocchia di Acadia.